# Zameczek (województwo mazowieckie)
Zameczek – osada w Polsce położona w województwie mazowieckim, w powiecie radomskim, w gminie Przytyk.
Osada wchodzi a skład sołectwa Podgajek.
W latach 1975–1998 miejscowość należała administracyjnie do województwa radomskiego.

## Zabytki
We wsi znajduje się zespół dworsko-parkowy (zapisany w rejestrze zabytków NID: Zameczek – zespół dworski, poł. XIX, nr rej.: 787 z 16.09.1972 oraz 206/A z 14.04.1983).
Dworek został zbudowany w 1850 według projektu Franciszka Marii Lanciego. Jego fundatorem był Konstanty Dzianott, będący wówczas właścicielem majątku zwanego Zameczek Ostrów. Po śmierci Konstantego właścicielami Zameczka byli jego synowie Stanisław i Władysław, którzy w 1871 roku sprzedali majątek Ignacemu de Goerscht Drużbackiemu. Od 1876 roku właścicielem majątku był hrabia Włodzimierz Lubieniecki herbu Rola, ożeniony w 1868 roku z Felicją Drużbacką, córką Ignacego de Goerscht. W posiadaniu rodu Lubienieckich Zameczek pozostał do 1945 roku.

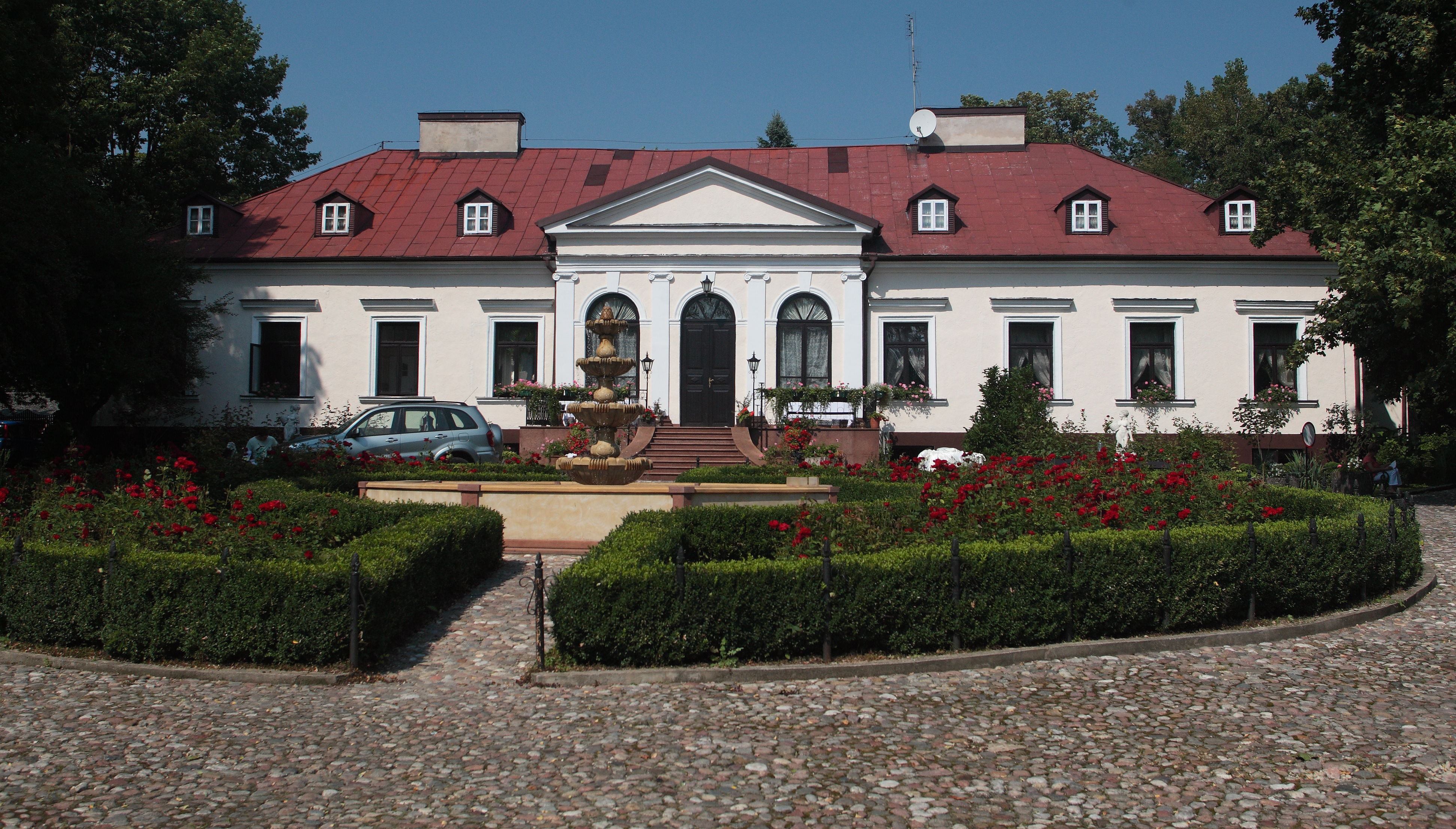
Dworek w Zameczku, zbudowany według projektu Franciszka Marii Lanciego